# 唐繼祿
唐繼祿（1521年—1571年），字子崇，號孟玜，直隸松江府上海縣人，民籍，明朝政治人物。

## 生平
嘉靖二十二年（1543年）癸卯科應天府鄉試第五十一名舉人。嘉靖三十二年（1553年）中式癸丑科會試第一百九十三名，三甲第二百零二名進士。礼部观政，授浙江遂安知县，三十六年八月选授广东道試御史，三十七年二月實授御史。四十年五月以旱霾为灾，条上修省十事，四十一年正月主持京察，四十四年十二月升大理寺右寺丞，四十五年闰十月升左寺丞，隆慶元年（1567年）二月升本寺右少卿，四月升南京都察院右佥都御史、提督操江兼管巡江。二年二月升右副都御史、总理河东盐运司陕西花马池四川提举司、兼理宣大山西陕西四川等处盐屯。七月以疾乞假归乡。尋卒於家，年五十一。

## 家族
曾祖唐瑾（弟唐瑜）；祖父唐欽，號隴西；父唐激，字世揚，號橘泉；母楊氏（？-1570年），封太恭人。兄唐继爵，御医。弟继俸、继傑。